# الفاروق (كتاب)
الفاروق هي سيرة ذاتية للخليفة عمر كتبها شبلي النعماني. يعتبر الكاتب عمر الغازي الأول والمؤسس للإمبراطورية الإسلامية بمعناها المَلَكي أو الإمبراطوري. ومن هنا سمّى الكتاب بالفاروق.

## طالع أيضًا
- قائمة الكتب السنية